# Февраль 2013 года

Список событий февраля 2013 года.

## События
- 1 февраля
  - В Каире демонстранты попытались поджечь президентский дворец, закидав территорию резиденции бутылками с зажигательной смесью; 1 человек погиб, более 30 ранены[1].
  - В Анкаре у здания посольства США произошёл взрыв. Погибло 2 человека[2].
  - В провинции Хэнань на трассе G30 Expressway, связывающей восточное побережье Китая и Казахстан, взорвался грузовик с пиротехническими изделиями. 26 человек погибли[3].
  - Авария ракеты-носителя Зенит-3SL со спутником связи Intelsat-27 при запуске с платформы Морской старт. Ракета упала в океан в 4 км от стартовой платформы. Жертв и разрушений нет[4].
- 2 февраля
  - Нападение боевиков движения «Талибан» на контрольно-пропускной пункт на северо-западе Пакистана в районе Лакки-Марват — 19 человек погибли, 12 боевиков уничтожено[5].
  - Александр Третьяков стал первым в истории России чемпионом мира по скелетону[6].
  - В Москве начал работу Архиерейский собор Русской православной церкви[7].
- 3 февраля
  - Парламентские выборы на Кубе[8].
  - В Бостоне (США) двухэтажный чартерный автобус со школьниками врезался в надземный переход над дорогой. В результате столкновения с бетонной конструкцией второй этаж был практически разрушен, пострадали 33 человека. Водитель автобуса утверждает, что переход не был обозначен на GPS-навигаторе[9][10].
  - В Лихтенштейне прошли парламентские выборы[11].
- 4 февраля
  - Эксперты-генетики из Университета Лестера объявили, что образцы ДНК, извлечённые из древних костей, найденных в ходе раскопок[англ.] в городе Лестере, действительно принадлежат английскому королю Ричарду III[12].
  - Министр обороны США Леон Панетта в интервью NBC, отвечая на вопрос о фильме Кэтрин Бигелоу «Цель номер один», который основан на свидетельствах ЦРУ о спецоперации против бин Ладена, подтвердил, что при проведении операции по ликвидации главы «Аль-Каиды» были использованы пытки[13].
- 5 февраля
  - Палата общин Великобритании приняла законопроект о легализации однополых браков для Англии и Уэльса[14].
  - Dell объявила о решении вернуть статус частной компании, для этого производитель компьютеров намерен выкупить свои бумаги с рынка на сумму 24,4 млрд долларов[15].
  - В Лос-Анджелесе от исполнения обязанностей отстранены бывший архиепископ Лос-Анджелесский Роджер Махони, которого не раз обвиняли в укрывательстве сексуальных преступлений, и его бывший советник Томас Карри, епископ Санта-Барбары[16].
- 6 февраля
  - Вор в законе Ровшан Джаниев (Ровшан Ленкоранский), называемый одним из организаторов убийства уголовного авторитета Аслана Усояна, известного под прозвищем «Дед Хасан», убит в Турции[17].
  - С космодрома Байконур осуществлён запуск ракеты носителя Союз-2.1а с кластером из шести космических аппаратов Globalstar[18].
- 7 февраля
  - В Берлине открылся 63-й Берлинский международный кинофестиваль[19].
  - Азербайджан и Бутан установили дипломатические отношения[20].
  - Иран и Сенегал договорились восстановить дипломатические отношения, разорванные в 2011 году[21].
  - В Киеве боевые отряды ультранационалистической партии «Свобода» ворвались в Верховную Раду и штурмовали столичную администрацию[22].
  - В округе Риверсайд штата Калифорния экс-полицейский Кристофер Джордан Дорнер начал охоту[англ.] на своих бывших сослуживцев: были ранены трое полицейских, один из них скончался[23].
  - Во Франции обнаружена картина, предположительно являющаяся частью полотна Гюстава Курбе «Происхождение мира» (1866)[24].
  - С космодрома Куру осуществлён запуск ракеты-носителя Ариан-5 с космическими аппаратами Azerspace-1 и Amazonas 3. Azerspace-1 — первый спутник, принадлежащий Азербайджану[25].
  - Законодатели штата Миссисипи официально ратифицировали 13-ю поправку к Конституции США, запрещающую рабство, спустя 148 лет после её принятия в 1865 году[26].
  - В автокатастрофе в Замбии погиб 51 человек[27][28][29][30][31], ещё 28 человек получили травмы[32].
- 8 февраля
  - Французские войска взяли под контроль последний крупный оплот исламистов в Мали город Тессалит[33].
  - Бывшему заместителю прокурора Московской области Александру Игнатенко впервые после экстрадиции его из Польши предъявлено обвинения в получении взятки[34].
  - В Мали в городе Гао террорист-смертник взорвал группу военных: один военнослужащий погиб, один ранен[35].
  - Сирийские правительственные войска перешли в контрнаступление на окраинах Дамаска[36].
  - Бывший полковник ГРУ Владимир Квачков приговорён к 13 годам заключения в колонии строгого режима за подготовку к мятежу[37].
- 9 февраля
  - На северо-востоке США объявлено чрезвычайное положение из-за снежной бури, введено временное ограничение на вождение автомобилей, людям рекомендуется не покидать дома. Эксперты полагают, что за последние 35 лет эта снежная буря будет самой сильной[38][39].
  - Уличённая в плагиате министр образования Германии Аннетте Шаван ушла в отставку[40].
- 10 февраля
  - В Лос-Анджелесе прошла 55-я церемония вручения премий «Грэмми»[41].
  - Исламисты совершили атаку на город Гао в Мали, после чего в городе вспыхнули ожесточённые бои[42].
  - Парламентские выборы в Монако. Победу одержала оппозиционная коалиция Горизонт Монако[43].
  - Завершился очередной розыгрыш Кубка африканских наций, победу одержала сборная Нигерии, обыгравшая в финале сборную Буркина-Фасо[44].
  - Лучшим фильмом на церемонии вручения наград Британской киноакадемии был назван Операция «Арго»[45].
  - Американский генерал Джон Аллен[англ.], бывший командующий силами НАТО в Европе, покинул военную службу[46].
- 11 февраля
  - Сирийские повстанцы сообщили о захвате крупнейшей в стране ГЭС «Аль Фурат»[47].
  - В Либерии разбился самолёт, на котором летела делегация высокопоставленных чиновников министерства обороны Гвинейской Республики, 10 человек погибли[48].
  - На шахте «Воркутинская» в Коми произошёл взрыв метана, 18 горняков погибли, судьба 2 неизвестна[49].
  - Папа римский Бенедикт XVI объявил, что покинет престол 28 февраля по состоянию здоровья[50].
  - По итогам 2012 года Китай превзошёл США по внешнеторговому обороту, первенство в котором Штаты удерживали с конца Второй мировой войны[51].
  - Мумифицированное тело «женщины-обезьяны» Юлии Пастраны захоронено в Мексике спустя более 150 лет после её смерти в Москве[52].
  - С космодрома Байконур осуществлён запуск ракеты-носителя Союз-У с транспортным грузовым кораблём Прогресс М-18М[53].
  - С мыса Канаверал осуществлён запуск ракеты-носителя Атлас-5 v401 с космическим аппаратом Landsat DCM[54].
- 12 февраля
  - Правительство КНДР объявило об успешном проведении подземного ядерного взрыва[55].
  - Спецназ США штурмует горную хижину в Калифорнии, где предположительно укрывается Кристофер Дорнер. В перестрелке были ранены два помощника шерифа округа, один из них позднее скончался от ран[56].
- 13 февраля
  - В США учреждена боевая награда за особые заслуги солдат, действующих в киберпространстве или управляющих беспилотными аппаратами: медаль «Distinguished Warfare Medal»[57].
  - В аэропорту Донецка в результате жёсткой посадки разбился пассажирский самолёт Ан-24, следовавший рейсом «Одесса — Донецк»; 5 человек погибли, 12 получили ранения[58].
  - В Евросоюзе разгорелся мясной скандал: в ходе проверок в упаковках с говяжьей лазаньей и гамбургерами обнаружена конина[59].
- 14 февраля
  - Участник Олимпийских и Параолимпийских игр 2012 года Оскар Писториус был арестован за убийство своей подруги[60].
  - Большой адронный коллайдер остановлен на два года для проведения профилактического обслуживания[61].
- 15 февраля
  - Над Челябинской областью взорвалось небесное тело, предположительно метеороид, в результате чего имеются многочисленные разрушения, за медпомощью обратились 1552 человека[62][63].
  - Президент Латвии Андрис Берзиньш подписал закон о вступлении в еврозону с 1 января 2014 г.[64]
  - Снимок убитых детей в Газе шведского фотографа Пола Хансена получил главный приз World Press Photo за 2012 год[65].
  - Известный производитель кетчупов Heinz был куплен фирмой Уоррена Баффетта «Berkshire Hathaway» вместе с частной инвестиционной компанией «3G» за 18 млрд фунтов стерлингов[66].
  - Парламент Тринидада и Тобаго избрал бывшего судью Энтони Кармону новым президентом страны[67].
- 16 февраля
  - Румынский фильм «Поза ребёнка» режиссёра Питера Нецера получил «Золотого медведя» на Берлинском кинофестивале[68].
  - В пакистанском городе Кветте в одном из кварталов, населённых шиитами, экстремисты взорвали мощную бомбу, в результате чего погибли 85 человек, имеются серьёзные разрушения. В провинциях Белуджистан и Синд был объявлен траур[69].
- 17 февраля
  - Сборная Норвегии по биатлону установила рекорд чемпионатов мира по биатлону, выиграв 8 из 11 золотых медалей[70].
  - На Кипре прошли президентские выборы[71]. Во второй тур вышли Никос Анастасиадис и Ставрос Малас.
  - Рафаэль Корреа переизбран президентом Эквадора[72].
  - В финале чемпионата мира про крикету среди женщин[англ.] 2013 года сборная Австралии[англ.] одержала победу над сборной Индии[англ.][73].
- 18 февраля
  - В Армении состоялись президентские выборы[74]. Серж Саргсян переизбран на второй срок.
  - Министр финансов и вице-премьер Болгарии Симеон Дянков отправлен в отставку после массовых выступлений населения против правительственных мер, направленных на экономию бюджета[75].
- 19 февраля
  - В столице Йемена городе Сане самолёт Су-22 во время испытательного полёта упал на жилой дом. Погибли не менее 11 человек, включая пилота[76].
  - Премьер-министр Туниса Хамади Джебали ушёл в отставку после провала попыток сформировать новое правительство на фоне непрекращающихся акций протеста[77].
  - Семеро французских туристов были похищены в камерунском национальном парке Ваза неизвестной группой террористов и увезены в Нигерию[78].
  - Китай отверг предложение Филиппин вынести спор по островам Спратли в арбитражный суд ООН[79].
  - Международная космическая станция почти на два часа потеряла связь с НАСА из-за неисправности системы ретрансляции данных[80].
  - На парламентских выборах на Гренаде оппозиционная Новая национальная партия Кита Митчелла получила все 15 мест в местном парламенте[81].
- 20 февраля
  - Премьер-министр Болгарии Бойко Борисов объявил об отставке правительства из-за массовых акций протеста в связи с повышением цен на электричество и отопление[82].
  - В созвездии Лиры открыта самая маленькая известная экзопланета Kepler-37b, чья масса немного превосходит массу Луны[83].
- 21 февраля
  - Прошла 33-я церемония вручения премий Brit Awards — награды за лучшие достижения в музыкальной жизни Великобритании, певица Эмели Санде стала обладательницей премии сразу в двух категориях: лучшая певица Великобритании и альбом года[84].
  - Sony Corporation анонсировала игровую консоль восьмого поколения PlayStation 4[85].
  - В Дамаске возле Центрального комитета правящей в Сирии партии Баас террорист-смертник подорвал заминированный автомобиль, 83 человека погибли, ранены около 200[86][87][88].
  - В Хайдарабаде произошёл теракт[89].
  - Массовые беспорядки в Бангладеш[90].
- 22 февраля
  - Ватикан и Южный Судан установили дипломатические отношения[91].
  - В Турции задержали туркменский самолёт с тонной золота[92].
- 23 февраля
  - На Хэндфордском комплексе по хранению радиоактивных отходов в американском штате Вашингтон обнаружена утечка уже из шести подземных резервуаров[93].
  - Компания Microsoft пополнила список жертв хакерских атак, которыми уже становились Twitter, Facebook, Apple.[94]
  - Агентство Moody’s понизило суверенный кредитный рейтинг Великобритании с высшего уровня Ааа на одну ступень до Aа1[95].
- 24 февраля
  - Стартовали парламентские выборы в Италии[96].
  - Новым Патриархом Болгарским избран Неофит[97][98].
  - Второй тур выборов президента Республики Кипр[99]. Победу одержал Никос Анастасиадис[100].
- 25 февраля
  - С космодрома Шрихарикота осуществлён запуск ракеты-носителя PSLV-CA с кластером из 7 космических аппаратов, в их числе — первый канадский космический телескоп NEOSSat[101].
  - Вступила в должность первая женщина-президент Южной Кореи Пак Кын Хе[102].
- 26 февраля
  - Лидер коалиции левоцентристов Пьерлуиджи Берсани объявил о победе своего блока на прошедших парламентских выборах в Италии[103].
  - В Луксоре во время экскурсии по окрестностям вспыхнул и упал на землю воздушный шар с иностранными туристами; 18 человек погибли, трое в тяжёлом состоянии доставлены в больницу[104].
  - В Египте основная оппозиционная партия Фронт национального спасения объявила о бойкоте предстоящих выборов, попытка полиции разогнать митинг оппозиции в городе Эль-Мансура переросла в ожесточённые столкновение[105].
- 27 февраля
  - ГУ МВД по Москве начало доследственную проверку по факту показа передачи «Пусть говорят» на Первом канале об отношениях тридцатилетней женщины с несовершеннолетним подростком, с обвинением в пропаганде педофилии[106].
  - Парламент Словении вынес вотум недоверия правительству Янеза Янша. Новым премьер-министром избрана Аленка Братушек, которая стала первой женщиной, возглавившей кабинет министров страны[107].
  - В Мексике была арестована Эльба Эстер Гордийо, лидер учительского профсоюза, одна из сильнейших противников реформы образования[108][109].
  - Первый космический турист Деннис Тито объявил на пресс-конференции своей компании Inspiration Mars Foundation о планах отправить в 2018 году в пилотируемую экспедицию к Марсу[110].
- 28 февраля
  - Завершился понтификат папы римского Бенедикта XVI[111].
  - Рядовой армии США Брэдли Мэннинг, обвиняемый в передаче засекреченных данных сайту WikiLeaks, признал свою вину по 10 менее серьёзным обвинениям из 22 обвинений[112].